# شهرستان پودینگ

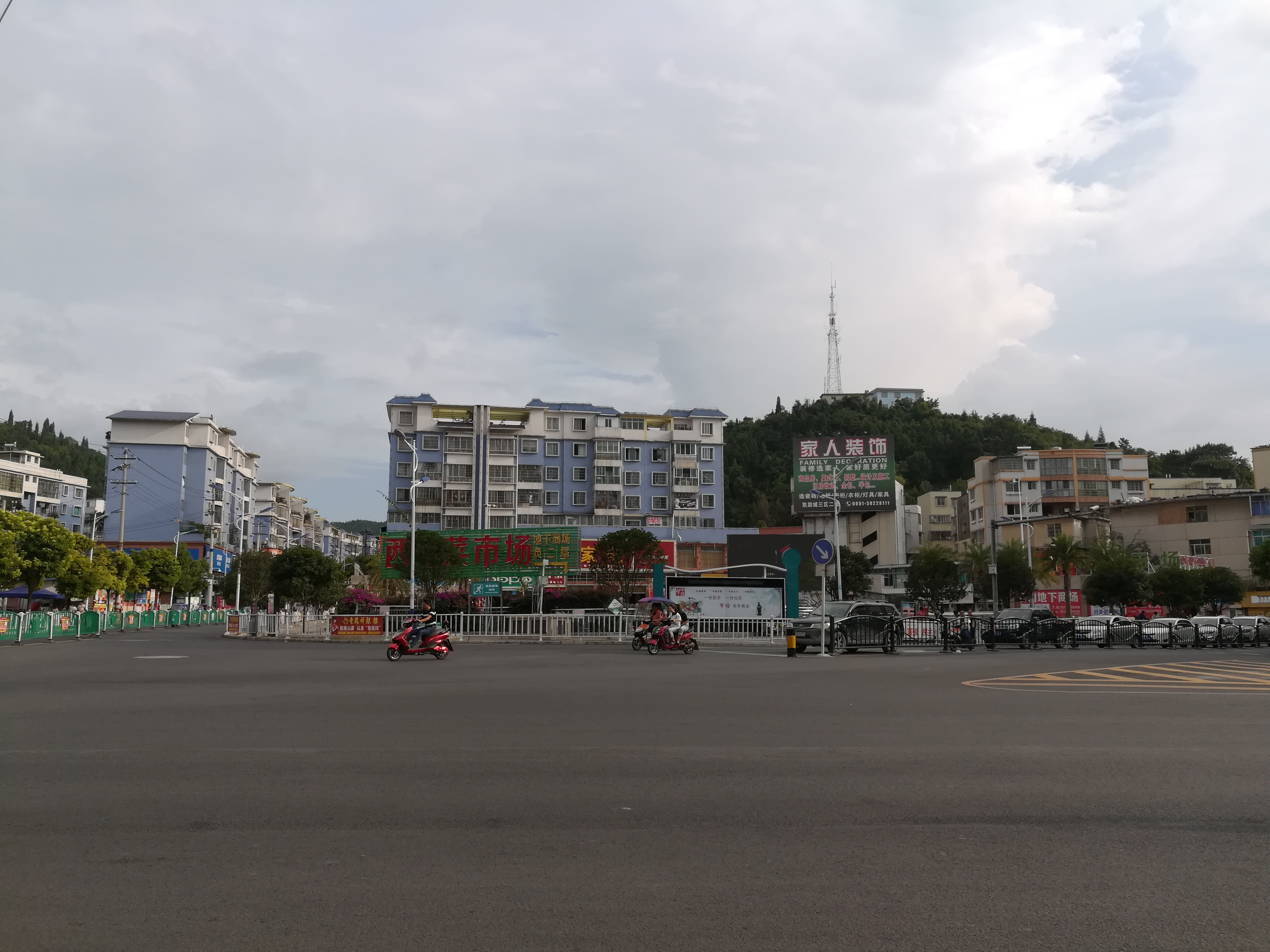
شهرستان پودینگ

شهرستان پودینگ (به لاتین: Puding County) یک منطقهٔ مسکونی در چین است که در انشون واقع شده‌است.